# The Anvil
The Anvil — второй студийный альбом британской поп-группы Visage, записанный на Mayfair Studios в Лондоне и выпущенный на Polydor Records в марте 1982 года. Альбом достиг 6-й позиции в чарте Великобритании, а в апреле стал серебряным.

## Список композиций
Первая сторона
1. «The Damned Don't Cry» — 4:43
2. «Anvil (Night Club School)» — 4:39
3. «Move Up» — 4:25
4. «Night Train» — 4:29

Вторая сторона
1. «The Horseman» — 4:41
2. «Look What They've Done» — 4:49
3. «Again We Love» — 4:44
4. «Wild Life» — 4:24
5. «Whispers» — 5:39

## Участники записи

### Visage
- Стив Стрейндж — вокал
- Мидж Юр — гитара, синтезатор, бэк-вокал
- Дейв Формула — синтезатор
- Билли Карри — электроскрипка, синтезатор
- Расти Иган — ударные, бэк-вокал

### Приглашенные музыканты
- Барри Адамсон — бас-гитара
- Гэри Барнакл — саксофон
- Перри Листер — бэк-вокал
- Лорейн — бэк-вокал